# Glossanodon semifasciatus
Glossanodon semifasciatus is een straalvinnige vis uit de familie van zilversmelten (Argentinidae) en behoort derhalve tot de orde van spieringen (Osmeriformes). De vis kan een lengte bereiken van 25 centimeter. 

## Leefomgeving
Glossanodon semifasciatus is een zoutwatervis. De vis prefereert een gematigd klimaat en leeft hoofdzakelijk in de Grote Oceaan. De diepteverspreiding is 70 tot 430 meter onder het wateroppervlak. 

## Relatie tot de mens
Glossanodon semifasciatus is voor de visserij van aanzienlijk commercieel belang. In de hengelsport wordt er weinig op de vis gejaagd. 